# Morning Musume.
Morning Musume. (モーニング娘。?, Mōningu Musume., (il punto finale è parte integrante del nome) è un gruppo musicale femminile J-pop giapponese.
Musume (娘?) in questo contesto, significa ragazza, benché il significato letterale sarebbe figlia; pertanto il nome del gruppo può essere tradotto in italiano come Ragazza del mattino. Spesso ci si riferisce a loro con il "nomignolo" "Momusu" (モー娘。?, Mōmusu).
Nel mercato cinese, nel quale il gruppo è stato lanciato nel 2007, il gruppo ha adottato il nome Jou An Sao Nu Jou (早安少女組).
Le Morning Musume. sono il principale gruppo del progetto Hello! Project, istituito da Naoki Yamazaki, sotto il management del produttore Tsunku, che è anche il compositore di quasi tutti i testi delle canzoni del gruppo. 
Le Momusu fino al 2011 erano state il gruppo femminile con maggiori vendite in Giappone, poi superate dalle AKB48.

## Storia

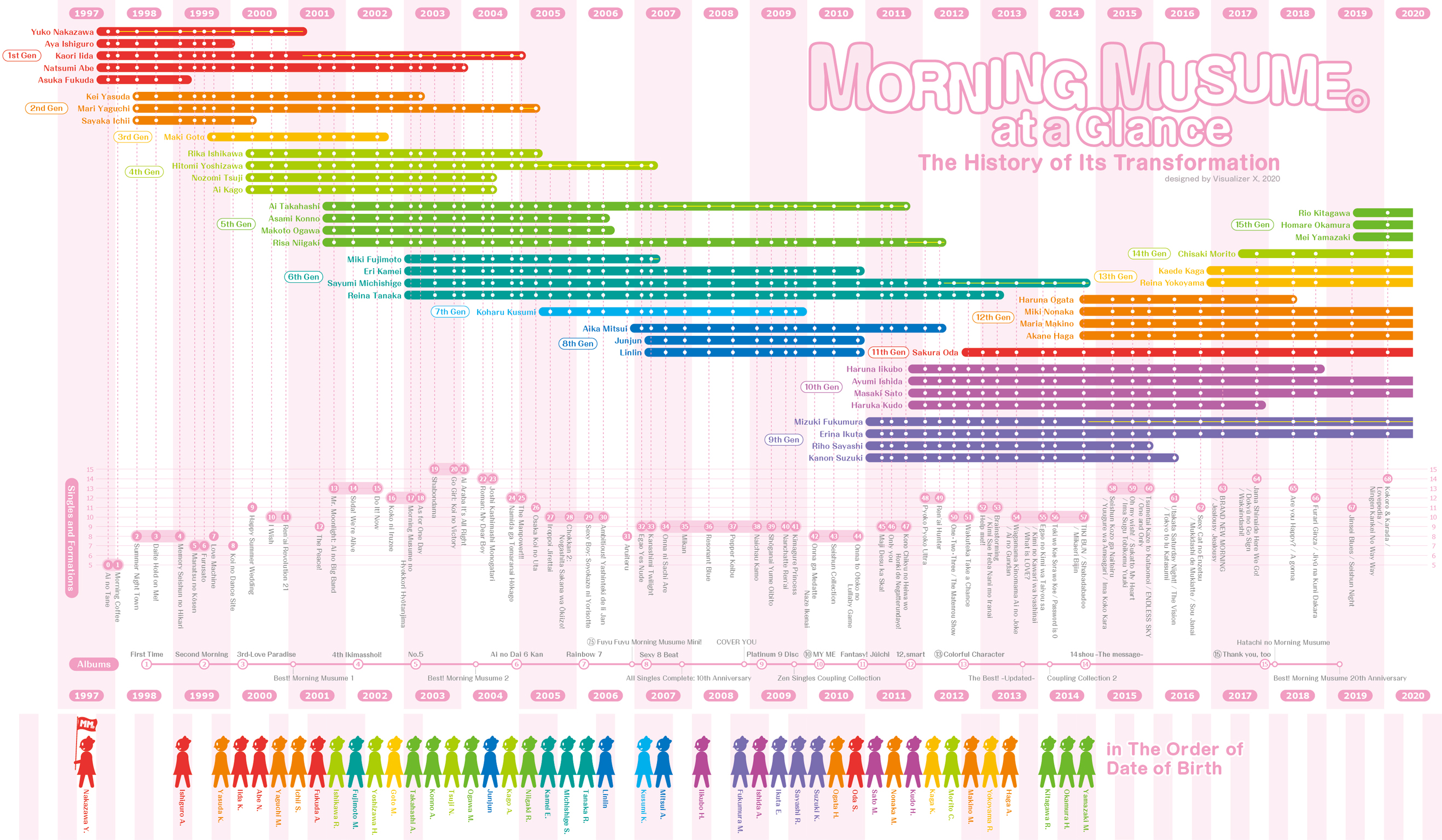
Cambiamento dei membri e storia dei singoli

Il progetto Morning Musume nasce nel 1997, quando il produttore Tsunku tenne una audizione per trovare una cantante rock per il gruppo Sharam Q. Tali audizioni furono trasmesse in televisione nello show Asayan. La vincitrice fu Heike Michiyo, in seguito divenuta una cantante solista del progetto che in seguito avrebbe preso il nome di Hello! Project. Tuttavia Tsunku decise di selezionare altre cinque partecipanti (Yuko Nakazawa, Natsumi Abe, Kaori Iida, Asuka Fukuda e Aya Ishiguro) per formare un nuovo gruppo. Il loro primo singolo Morning Coffee riuscì a vendere 50 000 copie nell'arco dei primi quattro giorni di commercializzazione. In seguito all'enorme successo del singolo vennero unite al gruppo altre tre cantanti Kei Yasuda, Mari Yaguchi e Sayaka Ichii.
Il loro terzo singolo Daite Hold on Me! porta le Morning Musume. al primo posto della classifica dei singoli più venduti per la prima volta. In seguito il gruppo diventa particolarmente conosciuto per via dei suoi continui cambi di formazione, che avvengono tramite audizioni e "diplomi" quasi ogni anno. Nel corso degli anni si sono esibite sotto il nome di "Morning Musume." diverse decine di ragazze, molte delle quali poi si sono riunite in altri "sottogruppi" (inclusle le Tanpopo e le Pucchi Moni).

## Formazione attuale
- Sakura Oda (小田さくら) Sub-leader (Lascia il gruppo il 2026)
- Miki Nonaka (野中美希) Nona leader
- Maria Makino (牧野真莉愛) Sub-leader
- Akane Haga (羽賀 朱音) (Lascia il gruppo il novembre 2025)
- Reina Yokoyama (横山玲奈) (Lascia il gruppo il novembre 2025)
- Rio Kitagawa (北川莉央)
- Homare Okamura (岡村ほまれ)
- Mei Yamazaki (山﨑愛生)
- Rio Sakurai (櫻井梨央)
- Haruka Inoue (井上春華)
- Ako Yumigeta (弓桁朱琴)

## Aggiunte nel corso degli anni

### Prima generazione (7 settembre 1997)
- Yuko Nakazawa (中澤裕子): Debutta con "Ai no Tane". Partecipa ad un totale di 12 singoli. Il suo ultimo singolo è "Ren'ai Revolution 21". Lascia il gruppo il 15 aprile 2001. Prima leader.
- Aya Ishiguro (石黒彩): Debutta con "Ai no Tane". Partecipa ad un totale di 8 singoli. Il suo ultimo singolo è "LOVE Machine". Lascia il gruppo il 7 gennaio 2000.
- Kaori Iida (飯田圭織): Debutta con "Ai no Tane". Partecipa ad un totale di 26 singoli. Il suo ultimo singolo è "THE Manpower!!!". Lascia il gruppo il 30 gennaio 2005. Seconda leader.
- Natsumi Abe (安倍なつみ): Debutta con "Ai no Tane". Partecipa ad un totale di 22 singoli. Il suo ultimo singolo è "Ai Araba IT'S ALL RIGHT". Lascia il gruppo il 25 gennaio 2004.
- Asuka Fukuda (福田明日香): Debutta con "Ai no Tane". Partecipa ad un totale di 5 singoli. Il suo ultimo singolo è "Memory Seishun no Hikari". Lascia il gruppo il 18 aprile 1999.

### Seconda generazione (3 maggio 1998)
- Kei Yasuda (保田圭): Debutta con "Summer Night Town". Partecipa ad un totale di 17 singoli. Il suo ultimo singolo è "AS FOR ONE DAY". Lascia il gruppo il 5 maggio 2003.
- Mari Yaguchi (矢口真里): Debutta con "Summer Night Town". Partecipa ad un totale di 25 singoli. Il suo ultimo singolo è "Osaka Koi no Uta". Lascia il gruppo il 14 aprile 2005. Il suo colore è il lavanda. Terza leader.
- Sayaka Ichii (市井紗耶香): Debutta con "Summer Night Town". Partecipa ad un totale di 8 singoli. Il suo ultimo singolo è "Happy Summer Wedding". Lascia il gruppo il 21 maggio 2000.

### Terza generazione (22 agosto 1999)
- Maki Gotō (後藤真希): Debutta con "LOVE Machine". Partecipa ad un totale di 9 singoli. Il suo ultimo singolo è "Do it! Now". Lascia il gruppo il 23 settembre 2002.

### Quarta generazione (16 aprile 2000)
- Rika Ishikawa (石川梨華): Debutta con "Happy Summer Wedding". Partecipa ad un totale di 18 singoli. Il suo ultimo singolo è "Osaka Koi no Uta". Lascia il gruppo il 7 maggio 2005. Il suo colore è il magenta.
- Hitomi Yoshizawa (吉澤ひとみ): Debutta con "Happy Summer Wedding". Partecipa ad un totale di 25 singoli. Il suo ultimo singolo è "Kanashimi Twilight". Lascia il gruppo il 6 maggio 2007. Il suo colore è il viola. Quarta leader.
- Nozomi Tsuji (辻希美): Debutta con "Happy Summer Wedding". Partecipa ad un totale di 15 singoli. Il suo ultimo singolo è "Joshi Kashimashi Monogatari". Lascia il gruppo il 1º agosto 2004.
- Ai Kago (加護亜依): Debutta con "Happy Summer Wedding". Partecipa ad un totale di 15 singoli. Il suo ultimo singolo è "Joshi Kashimashi Monogatari". Lascia il gruppo il 1º agosto 2004.

### Quinta generazione (26 agosto 2001)
- Ai Takahashi (高橋愛): Debutta con "Mr. Moonlight - Ai no Big Band". Partecipa ad un totale di 35 singoli. Il suo ultimo singolo è "Kono Chikyuu no Heiwa wo Honki de Negatterun da yo!". Lascia il gruppo il 30 settembre 2011. Il suo colore è il giallo. Sesta leader.
- Asami Konno (紺野あさ美): Debutta con "Mr. Moonlight - Ai no Big Band". Partecipa ad un totale di 18 singoli. Il suo ultimo singolo è "Ambitious! Yashinteki de li jan". Lascia il gruppo il 23 luglio 2006. Il suo colore è il rosa.
- Makoto Ogawa (小川麻琴): Debutta con "Mr. Moonlight - Ai no Big Band". Partecipa ad un totale di 18 singoli. Il suo ultimo singolo è "Ambitious! Yashinteki de li jan". Lascia il gruppo il 27 agosto 2006. Il suo colore è il blu.
- Risa Niigaki (新垣里沙): Debutta con "Mr. Moonlight - Ai no Big Band". Partecipa ad un totale di 37 singoli. Il suo ultimo singolo è "Ren'ai Hunter". Lascia il gruppo il 18 maggio 2012. Il suo colore è il verde mela. Settima leader.

### Sesta generazione (7-19 gennaio 2003)
- Miki Fujimoto (藤本美貴): Debutta con "Shabondama". Partecipa ad un totale di 15 singoli. Il suo ultimo singolo è "Kanashimi Twilight". Lascia il gruppo il 1º giugno 2007. Il suo colore è il rosso. Quinta leader.
- Eri Kamei (亀井絵里): Debutta con "Shabondama". Partecipa ad un totale di 26 singoli. Il suo ultimo singolo è "Onna no Otoko no Lullaby Game". Lascia il gruppo il 15 dicembre 2010. Il suo colore è l'arancione.
- Sayumi Michishige (道重さゆみ): Debutta con "Shabondama". Partecipa ad un totale di 39 singoli. I suoi ultimi singoli sono "TIKI BUN", "Shabadaba Doo" e Mikaeri Bijin". Lascia il gruppo il 26 novembre 2014. Il suo colore è il rosa. Ottava leader.
- Reina Tanaka (田中れいな): Debutta con "Shabondama". Partecipa ad un totale di 35 singoli. I suoi ultimi singoli sono "Brainstorming" e "Kimi Sae Ireba Nani mo Iranai". Lascia il gruppo il 21 maggio 2013. Il suo colore è il celeste.

### Settima generazione (1 maggio 2005)
- Koharu Kusumi (久住小春): Debutta con "Iroppoi Jirettai". Partecipa ad un totale di 15 singoli. Il suo ultimo singolo è "Kimagure Princess". Lascia il gruppo il 6 dicembre 2009. Il suo colore è il grigio.

### Ottava generazione (10 dicembre 2006 - 15 marzo 2007)
- Aika Mitsui (光井愛佳): Debutta con "Egao YES Nude". Partecipa ad un totale di 18 singoli. Il suo ultimo singolo è "Ren'ai Hunter". Lascia il gruppo il 18 maggio 2012. Il suo colore è il lavanda.
- Junjun (ジュンジュン): Debutta con "Onna ni Sachi Are". Partecipa ad un totale di 11 singoli. Il suo ultimo singolo è "Onna to Otoko no Lullaby Game". Lascia il gruppo il 15 dicembre 2010. Il suo colore è il blu.
- Linlin (リンリン): Debutta con "Onna ni Sachi Are". Partecipa ad un totale di 11 singoli. Il suo ultimo singolo è "Onna to Otoko no Lullaby Game". Lascia il gruppo il 15 dicembre 2010. Il suo colore è il verde smeraldo.

### Nona generazione (2 gennaio 2011)
- Mizuki Fukumura (譜久村聖): Debutta con "Maji Desu ka Ska!". Partecipa ad un totale di 31 singoli. I suoi ultimi singoli sono "Fantastic FEVER!", "Wake-up Call ~It's Time For Me To Wake Up~" e "Neverending Shine". Lascia il gruppo il 29 novembre 2023. Il suo colore è il magenta.
- Erina Ikuta (生田衣梨奈): Debutta con "Maji Desu ka Ska!". Partecipa ad un totale di 33 singoli. I suoi ultimi singoli sono "The On My Mind When I Put My Mind To It Song" e "Energetic Good Girl". Lascia il gruppo il 8 luglio 2025. Il suo colore è il verde mela.
- Riho Sayashi (鞘師里保): Debutta con "Maji Desu ka Ska". Partecipa ad un totale di 16 singoli. I suoi ultimi singoli sono "The Cold Wind and Lonely Love", "ENDLESS SKY" e "One and Only". Lascia il gruppo il 31 dicembre 2015. Il suo colore è il rosso.
- Kanon Suzuki (鈴木香音): Debutta con "Maji Desu ka Ska". Partecipa ad un totale di 17 singoli. I suoi ultimi singoli sono "Ephemeral Saturday Night!", "The Vision" e "A Corner Called Tokyo". Lascia il gruppo il 31 maggio 2016. Il suo colore è il verde bosco.

### Decima generazione (29 settembre 2011)
- Haruna Iikubo (飯窪 春菜): Debutta con "Pyocopyoco Ultra". Partecipa ad un totale di 21 singoli. I suoi ultimi singoli sono "Wandering Around Ginza" e "Because It's a Free Country". Lascia il gruppo il 16 dicembre 2018. Il suo colore è il miele.
- Ayumi Ishida (石田 亜佑美): Debutta con "Pyocopyoco Ultra". Partecipa ad un totale di 29 singoli. I suoi ultimi singoli sono "Song For A Somehow Sentimental Time" e "Most Skillfull". Lascia il gruppo il 6 dicembre 2024. Il suo colore è il blu.
- Masaki Sato (佐藤 優樹): Debutta con "Pyocopyoco ultra". Partecipa ad un totale di 24 singoli. I suoi ultimi singoli sono "Teenage Solution", "I Want You To Tell Me It's Alright" e "Beat Planet". Lascia il gruppo il 13 dicembre 2021. Attualmente è nel gruppo. Il suo colore è il verde smeraldo.
- Haruka Kudo (工藤 遥): Debutta con "Pyocopyoco Ultra". Partecipa ad un totale di 18 singoli. Il suo ultimo singolo è "Sash of the Five-Line Staff". Lascia il gruppo il 11 dicembre 2017. Il suo colore è l'arancione.

### Undicesima generazione (14 settembre 2012)
- Sakura Oda (小田さくら): Debutta con "Help me!!". Partecipa ad un totale di 27 singoli. I suoi ultimi singoli sono "TBA". Attualmente è nel gruppo. Lascia il gruppo il 2026. Il suo colore è il lavanda.

### Dodicesima generazione (30 settembre 2014)
- Haruna Ogata (尾形春水): Debutta con "The Youngsters Are Crying", "Sunset after the Rain" e "Right Here, Right Now". Partecipa ad un totale di 10 singoli. I suoi ultimi singoli sono "Are you happy?" e "A gonna". Lascia il gruppo il 20 giugno 2018. Il suo colore è il blu marino.
- Miki Nonaka (野中美希): Debutta con "The Youngsters Are Crying", "Sunset after the Rain" e "Right Here, Right Now". Attualmente è nel gruppo. Il suo colore è il viola.
- Maria Makino (牧野真莉愛): Debutta con "The Youngsters Are Crying", "Sunset after the Rain" e "Right Here, Right Now". Attualmente è nel gruppo. Il suo colore è il rosa.
- Akane Haga (羽賀 朱音): Debutta con "The Youngsters Are Crying", "Sunset after the Rain" e "Right Here, Right Now". Partecipa ad un totale di 20 singoli. I suoi ultimi singoli sono "The On My Mind When I Put My Mind To It Song" e "Energetic Good Girl". Attualmente è nel gruppo. Lascia il gruppo il novembre 2025. Il suo colore è l'arancione.

### Tredicesima generazione (12 dicembre 2016)
- Kaede Kaga (加賀楓): Debutta con "BRAND NEW MORNING" e "Jealousy Jealousy". Attualmente è nel gruppo. Partecipa ad un totale di 12 singoli. I suoi ultimi singoli sono "Swing Swing Paradise" e "Happy Birthday to Me". Lascia il gruppo il 20 dicembre 2018. Il suo colore è il rosso.
- Reina Yokoyama (横山玲奈): Debutta con "BRAND NEW MORNING" e "Jealousy Jealousy". Partecipa ad un totale di 15 singoli. I suoi ultimi singoli sono "The On My Mind When I Put My Mind To It Song" e "Energetic Good Girl". Attualmente è nel gruppo. Lascia il gruppo il novembre 2025. Il suo colore è l'oro.

### Quattordicesima generazione (26 giugno 2017)
- Chisaki Morito (森戸知沙希): Debutta con "Don't Bother Me, Here We Go!", "Dreadnought's Go Sign" e "Because You're Young". Partecipa ad un totale di 10 singoli. I suoi ultimi singoli sono Chu Chu Chu Our Future" e "Great Life, Never Been Better!". Lascia il gruppo il 20 giugno 2022. Il suo colore è il bianco.

### Quindicesima generazione (22 giugno 2019)
- Rio Kitagawa (北川莉央): Debutta con "MIND&BODY", "LOVEpedia" e "Personal Relationships No way way". Il suo colore è il blu marino.
- Homare Okamura (岡村ほまれ) Debutta con "MIND&BODY", "LOVEpedia" e "Personal Relationships No way way". Il suo colore è il margherita.
- Mei Yamazaki (山﨑愛生): Debutta con "MIND&BODY", "LOVEpedia" e "Personal Relationships No way way". Il suo colore è il verde bosco.

### Sedicesima generazione (29 giugno 2022)
- Rio Sakurai (櫻井梨央) Debutta con "Swing Swing Paradise" e "Happy Birthday to Me". Il suo colore è il tè al latte.

### Diciassettesima generazione (23 maggio 2023)
- Haruka Inoue (井上春華) Debutta con "Fantastic FEVER!", "Wake-up Call ~It's Time For Me To Wake Up~" e "Neverending Shine". Il suo colore è il verde menta.
- Ako Yumigeta (弓桁朱琴) Debutta con "Fantastic FEVER!", "Wake-up Call ~It's Time For Me To Wake Up~" e "Neverending Shine". Il suo colore è il rosso puro.

## Mentori
- Terza generazione
  - Sayaka Ichii → Maki Goto
- Quarta generazione
  - Kei Yasuda → Rika Ishikawa (Voce)
  - Mari Yaguchi → Yoshizawa Hitomi (Espressività)
  - Kaori Iida → Nozomi Tsuji (Ritmo)
  - Maki Goto → Ai Kago (Saluti e comportamento)
- Quinta generazione
  - Hitomi Yoshizawa → Takahashi Ai
  - Natsumi Abe → Konno Asami
  - Rika Ishikawa → Ogawa Makoto
  - Mari Yaguchi → Niigaki Risa
- Sesta generazione
  - Kei Yasuda → Miki Fujimoto, Eri Kamei, Reina Tanaka e Sayumi Michishige
- Settima generazione
  - Sayumi Michishige → Koharu Kusumi
- Nona generazione
  - Aika Mitsui → Riho Sayashi, Kanon Suzuki, Mizuki Fukumura e Erina Ikuta
- Decima generazione
  - Aika Mitsui → Haruka Kudo, Haruna Iikubo, Masaki Sato e Ayumi Ishida
- Dodicesima generazione
  - Haruna Iikubo → Haruna Ogata, Miki Nonaka, Maria Makino e Akane Haga
- Tredicesima generazione
  - Haruka Kudo → Kaede Kaga e Reina Yokoyama (Espressività)

- Quindicesima generazione
  - Kaede Kaga e Reina Yokoyama → Rio Kitagawa, Homare Okamura e Mei Yamazaki
- Sedicesima generazione
  - Miki Nonaka → Rio Sakurai
- Diciassettesima generazione
  - Akane Haga → Haruka Inoue e Ako Yumigeta

## Discografia
| Singolo "indie" 1. Ai no Tane Singoli "major" 1. Morning Coffee 2. Summer Night Town 3. Daite! Hold on Me! 4. Memory Seishun no Hikari 5. Manatsu no Kōsen 6. Furusato 7. Love Machine 8. Koi no Dance Site 9. Happy Summer Wedding 10. I Wish 11. Ren'ai Revolution 21 12. The Peace! 13. Mr. Moonlight ~Ai no Big Band~ 14. Sōda! We're Alive 15. Do It! Now 16. Koko ni Iruzee! 17. Morning Musume no Hyokkori Hyōtanjima 18. As for One Day 19. Shabondama 20. Go Girl ~Koi no Victory~ 21. Ai Araba It's All Right 22. Roman ~My Dear Boy~ 23. Joshi Kashimashi Monogatari 24. Namida ga Tomaranai Hōkago 25. The Manpower!!! 26. Osaka Koi no Uta 27. Iroppoi Jirettai 28. Chokkan 2 ~Nogashita Sakana wa Ōkiizo!~ 29. Sexy Boy ~Soyokaze ni Yorisotte~ 30. Ambitious! Yashinteki de Ii Jan 31. Aruiteru 32. Egao Yes Nude 33. Kanashimi Twilight 34. Onna ni Sachi Are 35. Mikan 36. Resonant Blue 37. Pepper Keibu 38. Naichau Kamo 39. Shōganai Yume Oibito 40. Nanchatte Ren'ai 41. Kimagure Princess 42. Onna ga Medatte Naze Ikenai 43. Seishun Collection 44. Onna to Otoko no Lullaby Game 45. Maji Desu ka Ska! 46. Only You 47. Kono Chikyū no Heiwa o Honki de Negatterun Da yo! / Kare to Issho ni Omise ga Shitai! 48. Pyoco Pyoco Ultra 49. Ren'ai Hunter 50. One Two Three / The Matenrō Show 51. Wakuteka Take a Chance 52. Help me!! 53. Brainstorming / Kimi Sae Ireba Nani mo Iranai 54. Wagamama Ki no Mama Ai no Joke / Ai no Gundan 55. Egao no Kimi wa Taiyou sa / Kimi no Kawari wa Iyashinai / What's is Love? (Morning Musume. '14) 56. Toki wo Koe Sora wo Koe / Password is 0 (Morning Musume. '14) 57. Tiki Bun / Shabadaba Dū / Mikaeri Bijin (Morning Musume. '14) 58. Seishun Kozo ga Naiteiru / Yūgure wa Ameagari / Ima Koko Kara (Morning Musume. '15) 59. Oh My Wish! / Sukatto My Heart / Ima Sugu Tobikomu Yūki (Morning Musume. '15) 60. Tsumetai Kaze to Kataomoi / Endless Sky / One and Only (Morning Musume. '15) 61. Utakata Saturday Night! / The Vision / Tokyo to Iu Katasumi (Morning Musume. '16) 62. Sexy Cat no Enzetsu / Mukidashi de Mukiatte / Sō ja Nai (Morning Musume. '16) 63. Brand New Morning / Jealousy Jealousy (Morning Musume. '17) 64. Jama Shinaide Here We Go! / Dokyuu no Go Sign / Wakaindashi! (Morning Musume. '17) 65. Are you Happy? / A gonna (Morning Musume. '18) 66. Furari Ginza / Jiyuu na Kuni Dakara (Morning Musume. '18) 67. Jinsei Blues / Seishun Night (Morning Musume. '19) 68. KOKORO&KARADA / LOVEpedia / Ningen Kankei No way way (Morning Musume '20) 69. Junjou Evidence / Gyuu Saretai Dake na no ni (Morning Musume '20) 70. Teenage Solution / Yoshi Yoshi Shite Hoshii no / Beat no Wakusei (Morning Musume '21) 71. Chu Chu Chu Bokura no Mirai / Dai・Jinsei Never Been Better! (Morning Musume '22) 72. Swing Swing Paradise / Happy Birthday to Me! (Morning Musume '22) 73. Suggoi FEVER! / Wake-up Call ~Mezameru Toki~ / Neverending Shine (Morning Musume '23) 74. Nandaka Sentimental na Toki no Uta / SaiKIYOU (Morning Musume '24) 75. Ki ni Naru Sono Ki no Uta / Akaruku Ii Ko (Morning Musume '25) Album in studio 1. 1998: First Time 2. 1999: Second Morning 3. 2000: 3rd ~Love Paradise 4. 2002: 4th Ikimasshoi! 5. 2003: No.5 6. 2004: Ai no Dai 6 Kan 7. 2006: Rainbow 7 8. 2007: Sexy 8 Beat 9. 2009: Platinum 9 DISC 10. 2010: 10 MY ME 11. 2010: Fantasy! Jūichi 12. 2011: 12, Smart 13. 2012: 13 Colorful Character 14. 2014: 14 Shō: The Message 15. 2017: 15 Thank you, too 16. 2021: 16 That's J-Pop! 17. 2024: Professionals-17th EP - 2006: 7.5 Fuyu Fuyu Morning Musume Mini! Altri - 2008: Cover You (cover album) Compilation album - 2001: Best! Morning Musume 1 - 2004: Best! Morning Musume 2 - 2004: Early Single Box - 2007: Morning Musume All Singles Complete: 10th Anniversary - 2009: Morning Musume Zen Singles Coupling Collection - 2013: The Best ~Updated Morning Musume~ - 2014: Morning Musume '14 Coupling Collection 2 |